# 小樽商科大学短期大学部
小樽商科大学短期大学（日语：／ Otaru Shōka Daigaku Tanki Daigakubu *），简称商短，是过去一所位日本北海道小樽市的国立短期大学。

## 概要

### 简介
- 短期大学为于1952年开办[1]、由日本国经营。招生到1991年、停办于1996年[1]。为男女同校从开办。

### 历史
- 1952年 小樽商科大学短期大学部成立并同时设置一个学科即商业学科。
- 1991年 最后一年招生、次年停止招生（正式停办于1996年3月31日[1]）。

## 学校环境
- 校区：在了北海道小樽市[注 1]

## 历任校长
- 山田家正：最后短期大学校长[2]。

## 著名人和有关人员
- 金卷贤字:前短期大学教员

## 组织

### 学科
- 商业学科

### 专科
| - 没有 |

### 业余课程
| - 没有 |

## 知名校友
- 蜂谷凉：女小说家

## 相关链接
- 日本短期大学列表